# تام سیدبرگ
تام سیدبرگ (نروژی: Tom Seeberg؛ ۱۷ فوریهٔ ۱۸۶۰ – ۲۷ مارس ۱۹۳۸) تیرانداز اهل نروژ بود.